# Museo del Pimentón de Jaraíz de la Vera
El museo del Pimentón de Jaraíz de la Vera (Cáceres) España pertenece a la Red de Museos de Identidad de Extremadura. Su objetivo básico es promover el conocimiento acerca del "oro rojo" que se produce en la Comarca de la Vera, en la provincia de Cáceres, cómo es su producción, cómo se formó la Denominación de Origen del Pimentón de la Vera, cómo crece, se recolecta y se seca el pimiento, además de qué instrumentos se usan para molerlo y obtener la preciada especia.

## Ubicación
El museo se encuentra en la Plaza Mayor de Jaraíz de la Vera, en el Edificio del Antiguo Palacio del Obispo Manzano, un edificio con muchos años de historia y cerca de la Casa consistorial de Jaraíz de la Vera.
Esta es su página en Facebook Museo del Pimentón de Jaraíz de la Vera

## Estructura
El museo está organizado en tres plantas que cuentan con ascensor, todas ellas sin barreras arquitectónicas:
- Nivel inferior: en la planta inferior se encuentra la recepción y una sala donde se explica, mediante un vídeo, la historia del pimentón, desde cómo llegó a Europa traído por Cristóbal Colón, hasta una leyenda de la Tía Maína, supuesta creadora, por accidente, del Pimentón de la Vera.
- Nivel medio: está formado por tres salas: una donde se cuentan historias relacionadas con la especia. En otra se encuentran documentos oficiales, indispensables para formar la Denominación de Origen del Pimentón de la Vera. También hay latas históricas de pimentón. En la última, se explica el proceso de crecimiento del pimiento, los tipos de pimiento que hay: Ocales, Jaranda, Jariza, Jeromín, y Bola, y los tipos de pimentón existentes: dulce, agridulce y picante; así como algunos útiles antiguos para su cultivo.
- Nivel superior: se muestra el proceso de secado del pimiento en los "secaderos", así como máquinas para recolectar y moler el pimiento.

## El edificio
Es un edificio del siglo XVII, propiedad del obispo Manzano, nacido en Jaraíz de la Vera. El edificio estaba desocupado, por lo que el anterior alcalde de la localidad, José Agustín Tovar, lo adecuó para que albergara el actual museo. Fue inaugurado el 19 de enero de 2007 oficialmente como Museo de Identidad del Pimentón de la Vera.

## Actividades del Museo
En sus escasos años de existencia, el museo del Pimentón ha consagrado y destacado por un rico y heterogéneo volumen de actividades orientadas a profundizar en la historia del Pimentón de la Vera y de su elaboración.
También se han preparado exposiciones temporales, actividades de difusión escolar, talleres de divulgación, animaciones, ciclos de conferencias y congresos. Se realizan exposiciones de fotografía, de exposición de cuadros, o de los carteles participantes en el concurso de anuncio de las Fiestas del Tabaco y del Pimiento de la localidad, que se celebran en agosto.
- Datos: Q6034482